# 堆砌

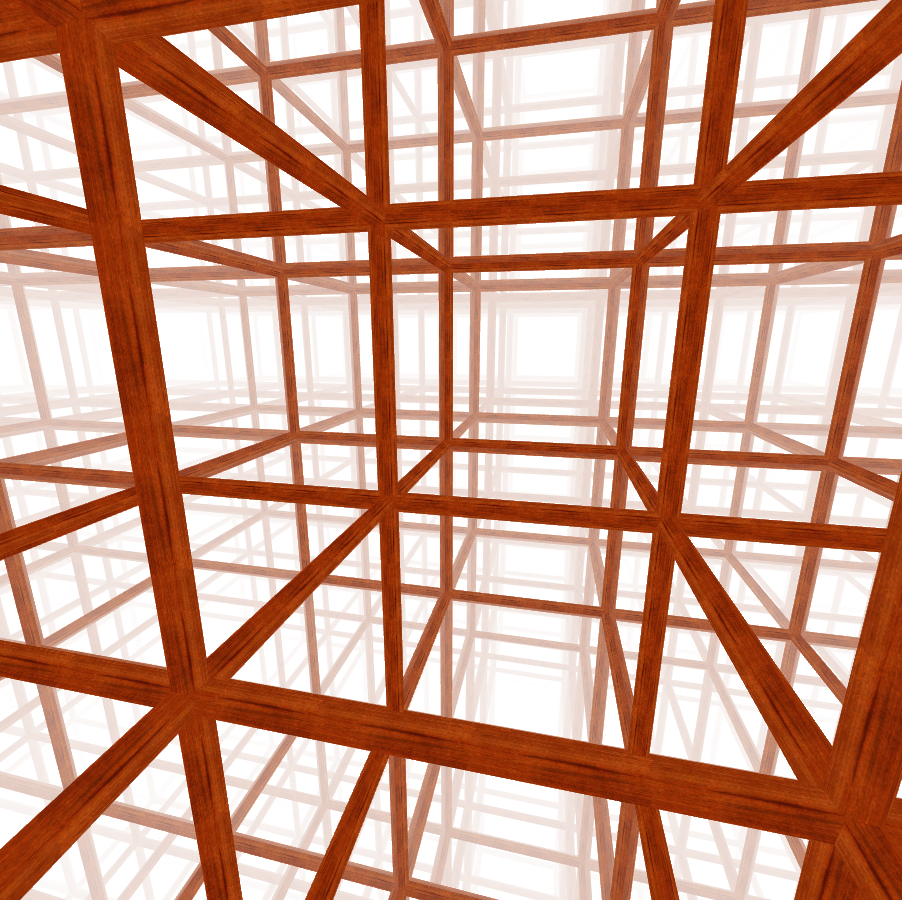
立方體堆砌

在幾何學中，堆砌，又稱蜂巢體（英語：Honeycomb）或空間填充是空間中的密鋪或鑲嵌，由多面體密堆積、或由高維度的胞緊密堆積而成，因此該幾何體內部不會存在任何空隙，如有空隙存在則不能稱為密鋪。
堆砌通常建於歐幾里得空間。它們也可以在非歐幾里得空間，如雙曲堆砌構造。任何有限的均勻多胞形可以投射到它的外接球或外接超球體，形成球形空間的均勻堆砌。
堆砌是平面鑲嵌或密鋪在三維空間或更高維度的類比。

## 分類
在幾何學中，堆砌有無限多種，其中只有少部分有分類。其中正堆砌吸引了最多的關注，而豐富多樣的其他堆砌不斷地被發現。
最簡單的堆砌是由板狀物或柱體堆積在平面上，然後一層一層的堆砌。特別的，對所有的平行六面體，不斷重複堆砌可以填滿空間，此外立方體堆砌更為特殊，因為它是唯一一個存在歐幾里得三維空間的正堆砌。另一個有趣的家族是希爾四面體和相關立體，他們也可以完全堆滿整個的空間。